# Spoon's Life
Spoon's Life — студійний альбом американського блюзового співака Джиммі Візерспуна, що вийшов 1980 року на лейблі Isabel.

## Опис
Spoon's Life був записаний 27 жовтня 1980 року на студії Studio Davout в Парижі. Джиммі Візерспуну тут акомпанують губний гармоніст Джордж Сміт, гітаристи Джонні Доллар і Семмі Лоугорн, басист Нік Чарльз та ударник Рузвельт Шоу. Серед пісень власні композиції Візерспуна та кавер-версії стандартів «Help Me» Сонні Бой Вільямсона, «Big Boss Man» Джиммі Ріда, «Blues With a Feeling» Літтла Волтера та ін. Спродюсував альбом Дідьє Трікар.
Альбом вийшов 1980 року на французькому лейблі Isabel в серії «Blues Power».

## Список композицій
1. «Night Life» (Віллі Нельсон) — 5:35
2. «Help Me» (Райс Міллер) — 3:30
3. «Big Boss Man» (Ел Сміт, Лютер Діксон) — 4:10
4. «Cold, Cold Feeling» (Аарон Вокер) — 5:38
5. «Worried Life Blues» (Сліпі Джон Естес) — 3:33
6. «Did You Ever?» (Джиммі Візерспун) — 5:26
7. «Blues With a Feeling» (Волтер Джейкобс) — 4:33
8. «Big Legged Woman» (Джиммі Візерспун) — 4:44
9. «Bags Under My Eyes» (Джиммі Візерспун) — 4:45

## Учасники запису
- Джиммі Візерспун — вокал
- Джордж Сміт — губна гармоніка
- Джонні Доллар, Семмі Лоугорн — гітара
- Нік Чарльз — бас-гітара
- Рузвельт «Снейк» Шоу — ударні

Технічний персонал
- Дідьє Трікар — продюсер
- Патрік Дюфур — інженер
- Бріжитт Шарволен — фотографія
- Жан Бузлен — дизайн